# Hotel Kämp

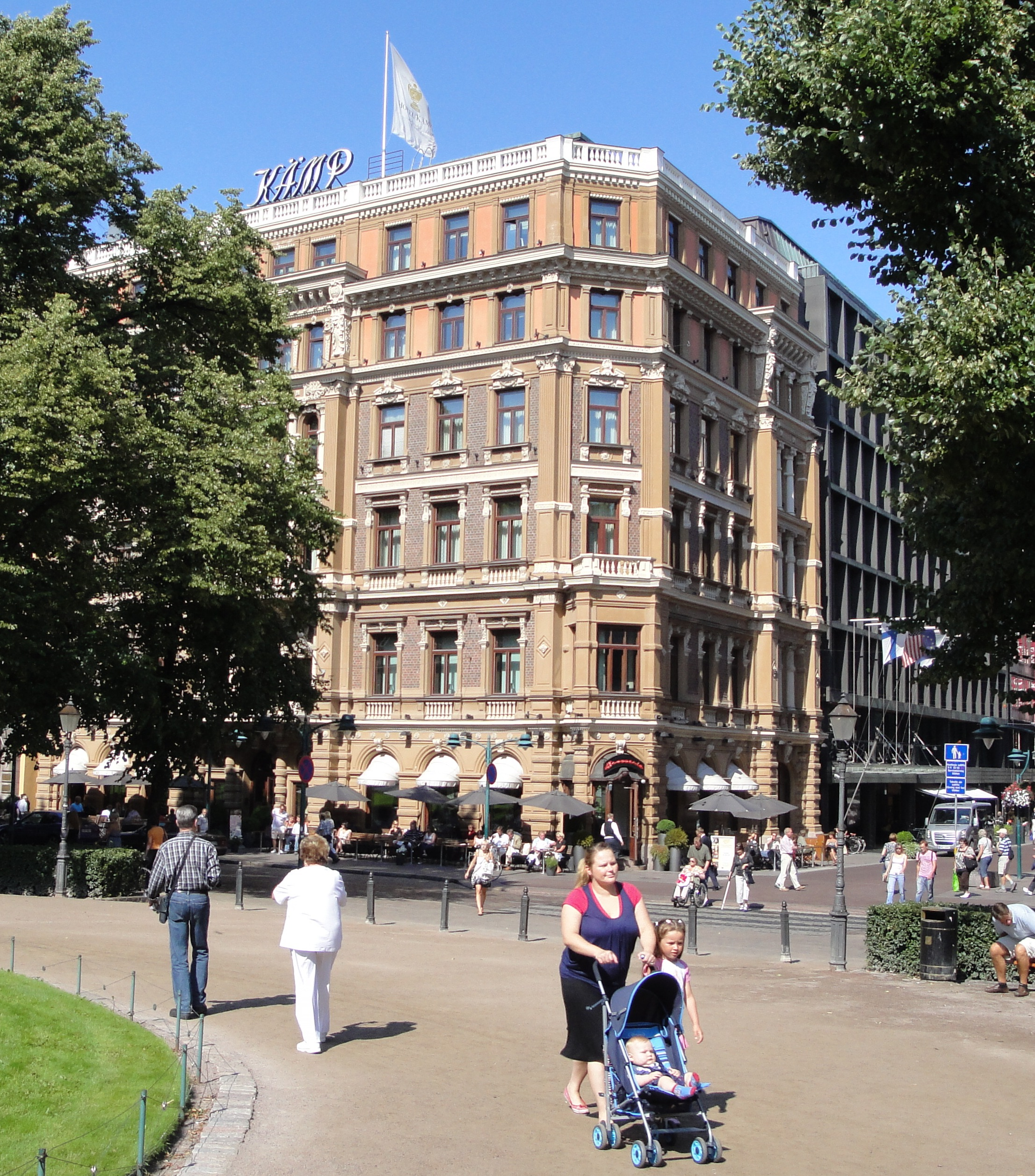
Außenansicht Hotel Kämp

Das Hotel Kämp ist ein historisches 5-Sterne-Grand-Hotel im Zentrum von Helsinki. Es liegt in der Nähe vom Marktplatz, der Havis-Amanda-Skulptur, der Domkirche und weiteren Sehenswürdigkeiten entfernt. Im selben Gebäude ist das gehobene Einkaufszentrum Galleria Kämp untergebracht.
Das Luxushotel verfügt über 179 Zimmer und Suiten, mehrere Restaurants und weitere Räumlichkeiten. Die Fachzeitschrift Travel & Leisure ernannte es 2006 zu einem der „100 besten Hotels weltweit“. Es beherbergt seit seiner Eröffnung viele internationale Persönlichkeiten. So logierte etwa die Popsängerin Madonna anlässlich ihres Auftrittes im August 2009 im Hotel Kämp.

## Geschichte
Unter dem Bauherr und Gastronom Carl Kämp und nach den Plänen des Architekten Carl Theodor Hoijer wurde das Hotel im November 1887 eröffnet. Schnell wurde es zu einem wichtigen Treffpunkt bedeutender Zeitgenossen aus Politik, Wirtschaft und Kunst. So zählten unter anderem der Maler Akseli Gallen-Kallela, der Komponist Jean Sibelius und General Carl Gustaf Emil Mannerheim zu den treuen Gästen.
Im Herbst 1965 wurde das Hotel umgebaut und diente anschließend der Kansallis-Osake-Pankki (heute Nordea-Bank) als Bürogebäude. Dabei wurden die Fassade und weite Teile des Innenlebens total saniert.
Im Herbst 1996 beschloss die Merita Group als damalige Besitzerin, das Gebäude umfassend zu renovieren und fortan wieder als Hotelbetrieb zu führen. Das Haus sollte wieder seinen ursprünglichen Glanz zurückerhalten. So wurde der legendäre Spiegelsaal wieder in seinem ursprünglichen Stil umgebaut. 1999 wurde das Haus, als Mitglied der Starwood Hotels „Luxury Collection“, wiedereröffnet.